# Sarah Fischer (Gewichtheberin)
Sarah Fischer (* 9. November 2000) ist eine österreichische Gewichtheberin.

## Leben
Sarah Fischer lebt in Rohrendorf bei Krems und besuchte das Sportleistungszentrum (SLZ) in St. Pölten. Sie ist Mitglied im Athletenclub Union Krems und wird von ihrem Vater Ewald Fischer trainiert, ihr Bruder David ist ebenfalls Gewichtheber. Sie wurde unter anderem U17-Weltmeisterin, U20-Europameisterin, fünffache Vizeeuropameisterin und vierfache Vizeweltmeisterin im Nachwuchs.
Bei den Europameisterschaften im Gewichtheben 2018 in Bukarest holte sie in der Allgemeinen Klasse bis 90 Kilogramm drei Medaillen, jeweils Bronze im Reißen und im Stoßen sowie Silber im Zweikampf hinter der Georgierin Anastasiia Hotfrid. Im April 2019 holte sie bei den Europameisterschaften im Gewichtheben 2019 in Batumi in der Klasse bis 87 kg im Stoßen und im Zweikampf jeweils die Bronze-Medaille. Bei den Staatsmeisterschaften der Damen in Vösendorf im Mai 2019 wurde sie dreifache Österreichische Staatsmeisterin, Bei der Weltmeisterschaft 2019 in Thailand erreichte sie Platz zehn im Zweikampf. Im Oktober 2019 holte sie bei der Unter-20-Europameisterschaft im Gewichtheben in Bukarest dreimal Silber.
2018 war sie bei der Wahl zum Sportler des Jahres in der Kategorie Aufsteiger des Jahres nominiert unter wurde hinter David Gleirscher auf den zweiten Platz gewählt.
Für die 3sat-Reihe Ab 18! entstand unter der Regie von Constantin Hatz und Annelie Boroș der Dokumentarfilm Ab 18! – Die Gewichtheberin (2020) über Sarah Fischer.
2021 nahm sie für Österreich an den Olympischen Sommerspielen in Tokio teil. Da der afrikanische Kontinentalplatz nicht angenommen wurde, rückte Fischer auf diesen nach. Im Superschwergewicht erreichte sie den zehnten Platz. Bei den U-23-Europameisterschaften im Gewichtheben in Rovaniemi holte sie Anfang Oktober 2021 in der Klasse bis 87 Kilogramm drei Silbermedaillen – im Reißen, Stoßen und im Zweikampf. Im Juni 2022 holte sie bei den Europameisterschaften im Gewichtheben 2022 in Tirana in Albanien in der Klasse über 87 Kilogramm im Reißen, im Stoßen und im Zweikampf jeweils eine Bronzemedaille. Bei der U23-Europameisterschaft in Albanien gewann sie im Oktober 2022 drei Mal Gold in der Klasse bis 87 kg. Im Dezember 2022 belegte sie bei den Weltmeisterschaften 2022 in Bogotá Platz 14 und verbesserte den österreichischen Rekord im Reißen auf 106 kg.
Bei der Europameisterschaft 2023 in Jerewan gewann sie im April 2023 in der Kategorie über 87 kg mit 134 kg im Stoßen die Bronzemedaille. Im August 2023 holte sie bei der U23-Europameisterschaft in Bukarest drei Goldmedaillen. Beim Gewichtheber-Weltcup in Doha erreichte sie im Dezember 2023 im Zweikampf Platz fünf. Im Februar 2024 erreichte sie bei der EM 2024 in Sofia im Stoßen Platz vier, im Reißen wurde sie Sechste und im Zweikampf der Kategorie über 87 kg erreichte sie den fünften Rang. Bei den Weltmeisterschaften im Gewichtheben 2024 in Manama in Bahrain wurde sie im Dezember 2024 Elfte.
Fischer ist aktive Sportlerin des Heeressportzentrums des Österreichischen Bundesheers. Ende 2021 unterschrieb sie bei Union Lochen einen Mannschaftsleihvertrag. Ende 2023 wurde ihr Wechsel zum AKH Vösendorf bekannt.

## Auszeichnungen und Nominierungen
- 2017, 2018 und 2019: Niederösterreichische Nachwuchssportlerin des Jahres[12][34][35][36]
- 2019: Nominierung für den Goldenen Leopold der Niederösterreichischen Nachrichten[37]
- 2019 und 2022: Sportehrenzeichen des Landes Niederösterreich in Gold[38][39]
- 2021: Goldene Ehrennadel der Stadt Krems[40]
- 2021: 2. Platz bei der Wahl zur Niederösterreichischen Nachwuchssportlerin des Jahres (hinter Marlene Kahler)[41][42]
- 2022: 2. Platz bei der Wahl zur Niederösterreichischen Sportlerin des Jahres (hinter Jessica Pilz)[43]
- 2022: Aufnahme in die Hall of Fame des Österreichischen Gewichtheberverbandes[44]
- 2023: Wappenplakette in Bronze der Stadt Krems[45]

## Film
- 2020: Ab 18! – Die Gewichtheberin, Dokumentarfilm, 3sat, Regie: Constantin Hatz und Annelie Boroș[13][46]